# Antoine Sibertin-Blanc
Antoine Sibertin-Blanc (Paris, 16 de julho de 1930 — Lisboa, 17 de novembro de 2012) foi um professor e organista francês que viveu grande parte da sua vida em Portugal.

## Biografia
Antoine Sibertin-Blanc foi um professor e organista francês a viver em Portugal desde o ano de 1961. Estudou com Maurice Duruflé no Conservatório Superior de Música de Paris (entre 1952 e 1953), com Édouard Souberbielle e com Guy Lioncourt, na Escola César Franck de Paris (1945-1954). Foi organista da Igreja de la Madelaine, em Paris, entre 1952 e 1955. Em Portugal foi professor no Instituto Gregoriano de Lisboa e posteriormente (desde 1991), na Escola Superior de Música de Lisboa. Foi organista da Igreja de São Luís dos Franceses, em Lisboa, entre 1962 e 1978. Foi organista na Sé Catedral de Lisboa entre 1965 e 2012. A 9 de junho de 1999, foi agraciado com o grau de Comendador da Ordem Militar de Sant'Iago da Espada.

## Composições
- Obras para Órgão Solo

Ária (1957)
Seis Pequenas Composições
Suite Portuguesa (1973): Introdução-Fantasia-Interlúdio-Ricercare
- Música de Câmara

Chanson sur une poésie de Maurice Bollinat pour chant et piano
Quinteto para flauta, oboé e cordas (1959): Litanies-Thème et variations-Final (forme Sonate)
- Música Orquestral

Chant et variations à Fontaine pour orchestre
Passacaille sur le pénom et le nom de Mlle. Pauline Buratti pour cordes
Allegro de sonata para orquestra de cordas (1953)
- Para Coro A Capella

Missa Brevis ou Missa em estilo arcaico
A la claire fontaine, para quatro vozes masculinas
- Para coro, solistas e orquestra

Missa Solemnis sobre sonatas de Carlos Seixas, em mi menor

## Discografia
- Flores de Música de Manuel Rodrigues Coelho, Sé Catedral de Lisboa, Columbia, EMI.
- Flores de Música de Manuel Rodrigues Coelho n.º 2, Igreja de N.ª Sr.ª da Pena, Lisboa, Columbia, EMI.
- L'Encyclopédie de l'orgue, Lórgue Ibérique, Cathédrale de Lisbonne, Erato, EDO, 1970.
- Georg Frédéric Haendel, Órgão da capela da Idanha (Queluz-Belas), Arion, ARN, 1974.
- Internazionale Orgeltage Dusseldorf '75.
- Carlos Seixas, Órgão e Flauta, Sé Catedral de Lisboa, Sassetti, 1984.
- Música Antiga Portuguesa, Órgão de São Vicente de Fora, Lisboa, Musicorde, 1995.
- Música para Órgão no Palácio de Cristal, Sé Catedral, Expo 98, Polygram, RCA Classics.
- Antoine Sibertin-Blanc à L'Orgue de la Cathédral de Lisbonne (enregistrement en 2005).
- Haendel: Ouvres inédites pour orgue, Cathédrale de Lisbonne, Productions Musicales FSB, 2006.

## Artigos
- "L'Orgue au Portugal", in L'Orgue, n.º 134, Abril, Maio, Junho, pp. 66–73, 1970.
- "L'Orgue de la cathédrale de Lisbonne", in L'Orgue, n.º 143, vol. III, pp. 115–117, 1972.
- "Para a Protecção e a Dinamização do Órgão em Portugal", in Compêndio do Primeiro Colóquio Nacional de Música de Abrantes, 1984.